# PRIDE Bushido 6
PRIDE Bushido 6 fue un evento de artes marciales mixtas producido por PRIDE Fighting Championships, celebrado el 3 de abril de 2005 en el Osaka-jō Hall de Osaka.